# Regina Sackl
Regina Bogensberger (* 21. August 1959 in Hartberg als Regina Sackl) ist eine ehemalige österreichische Skirennläuferin.

## Biografie
Eines ihrer ersten Weltcuprennen bestritt die aus Birkfeld kommende Sackl am 24. Jänner 1974 beim Slalom in Bad Gastein, wo sie (damals 14 Jahre und ca. 6 Monate jung) mit Start-Nr. 65 Rang 11 belegte. Am 7. März 1974 wurde sie im Slalom beim Saisonfinale in Vysoké Tatry mit Nr. 42 Achte.
Sie gewann in ihrer Karriere drei Slaloms im Skiweltcup. In der Saison 1978/79 belegte sie im Slalomweltcup den ersten Platz.
Sie nahm an den Olympischen Winterspielen in Innsbruck teil, wo sie aber im Slalom am 11. Februar 1976 bereits im 1. Lauf ausschied. Im Riesenslalom am 13. Februar belegte sie Rang 19. – Sie war dank ihres dritten Platzes beim Slalom in Kranjska Gora (26. Jänner), ihrem ersten Podium, erst für die Olympiamannschaft nominiert worden.

## Erfolge

### Weltcupwertungen
Regina Sackl gewann einmal die Disziplinenwertung im Slalom.
| Saison  | Gesamt | Gesamt | Riesenslalom | Riesenslalom | Slalom | Slalom |
| Saison  | Platz  | Punkte | Platz        | Punkte       | Platz  | Punkte |
| ------- | ------ | ------ | ------------ | ------------ | ------ | ------ |
| 1973/74 | 32.    | 3      | –            | –            | 20.    | 3      |
| 1974/75 | 29.    | 10     | –            | –            | 17.    | 10     |
| 1975/76 | 29.    | 19     | 23.          | 4            | 13.    | 15     |
| 1976/77 | 12.    | 74     | 13.          | 18           | 6.     | 56     |
| 1977/78 | 26.    | 10     | 16.          | 8            | 21.    | 2      |
| 1978/79 | 7.     | 12     | 9.           | 45           | 1.     | 105    |
| 1979/80 | 18.    | 44     | 16.          | 18           | 15.    | 26     |
| 1980/81 | 61.    | 5      | –            | –            | 32.    | 5      |

### Weltcupsiege
Sackl errang insgesamt 6 Podestplätze, davon 3 Siege:
| Datum            | Ort       | Land       | Disziplin |
| ---------------- | --------- | ---------- | --------- |
| 26. Februar 1977 | Furano    | Japan      | Slalom    |
| 8. Jänner 1979   | Les Gets  | Frankreich | Slalom    |
| 19. Jänner 1979  | Hasliberg | Schweiz    | Slalom    |

### Weitere Erfolge
- 17. April 1976: Sieg im «Nebelhorn»-Slalom in Oberstdorf[5]